# Onobrychis schuschajensis
Onobrychis schuschajensis là một loài thực vật có hoa trong họ Đậu. Loài này được O.D.Agajeva miêu tả khoa học đầu tiên.